# Енгельберт I фон Берг
Енгельберт I фон Берг (нім. Engelbert I. von Berg; 1185/1186 — 7 листопада 1225) — церковний і державний діяч Священної Римської імперії, 34-й архієпископ Кельна і 6-й герцог Вестфалії в 1216—1225 роках, граф Берга в 1218—1225 роках (як Енгельберт II). Відомий також як Святий Енгельберт (нім. Engelbert der Heilige).

## Життєпис
Походив з роду Берг-Альтена. Другий син Енгельберта I, графа Берга, і Маргарити Гелдернської. Народився 1185 або 1186 року в родинному замку Бург. Був призначений для церковної кар'єри, отримавши відповідну освіту.
1198 року стає пробстом церкви Св. Георга в Кельні. 1199 року обирається пробстом Старого Кельнського собору. Втім програвший Дітрих фон Генґебах до 1204 року судився з Енгельбертом фон Бергом за посаду. Йому довелося двічі їздити до Риму, де представляти свої аргументи на користь чесності виборів. Зрештою 1204 року за рішенням папи римського Іннокентія III було проведено нові вибори, де Енгельберт переміг одноголосно.
У 1203 році він був обраний єпископом Мюнстера, але відмовився, оскільки не мав необхідного віку в 30 років. 1205 року після відсторонення стрийка Адольфа фон Альтени від сану архієпископа Кельнського, Енгельберт фон Берг разом з останнім розпочав війну проти нового архієпископа Бруно IV фон Зайна. За плюндрування володінь єпархії 1206 року Енгельберта було позбавлено посади пробста, але 1208 року помилувано й повернуто на пробство. Після цього намагався зберігати церковний і політичний нейтралітет в боротьбі за Кельнську єпархію та між Вельфами і Гогенштауфенами відповідно.
1212 року разом з братом Адольфом III, графом Берга, брав участь в черговому поході проти альбігойців. 1216 року обирається новим архієпископом Кельна, отримавши підтвердження з боку папи римського Іннокентія III й імператора Фрідріха II Гогенштауфена. 1217 року висвячений Дітрихом фон Відом, архієпископом Тріра. Втім лише 1218 року отримав паллій від нового папи римського Гонорія III, сплативши компенсацію за дії 1206 року.
З 1216 року першим серед архієпископів розпочав розбудову герцогства Вестфальського, збільшивши володіння між Маасом і Везером. 1217 року захистив область Айфель від зазіхань Лімбурзького герцогства. Потім надав статус міст замкам, зокрема Віпперфюрту, Аттендорун, Брілону, Зігену, Верлу, Герфорду, Фіандену, Гамму, Нойєрбургу, Мандершайду.
1218 року після смерті брата Адольфа III став новим графом Берга. Втім на графство претендувала небога архієпископа — Ірмгарда та її чоловік Генріх. Від імені них права на Берг також висунув батько останнього Валеран Лімбурзький, який уклав союз з Дітрихом V, графом Клеве, Вільгельмом III, графом Юліха. Натомість Енгельберт I фон Берг уклав союз з Генріхом I, герцогом Брабанту. Союзники завдали поразки Валерану та його союзникам, внаслідок чого той 1220 року визнав архієпископа Кельнського графом Берга. Але після смерті останнього графство повинно було перейти до Генріха Лімбурзького.
1220 року призначений імператорським адміністратором в Німеччині і опікуном спадкоємця трону Генріха Гогенштауфена, якого Енгельберт I фон Берг 1222 року коронував в Аахені на короля Німеччини. Це дозволило активізувати політику розширення володінь у Вестфалії. Спочатку приєднав землі між Хеллвегом і Дімелем. 1222 року захопив південь Зауерланду.
Також брав участь у складанні збірки «Gubernator Regni Teutonici», де майже всі права, які раніше належали королю («регалії») — право на фундування ринків, карбування монет, зведення укріплень — були передані духовним князям, яких тут вперше назвали «володарями». 
1225 року під час повернення Енгельберта I фон Берга з Зосту до Кельну, біля Гевельсбергу на нього напав загін на чолі із Фрідріхом фон Ізенбургом, який вбив архієпископа. Висловлюється припущення, що ця дія була спланована Валераном Лімбурзьким. Згодом його було поховано в Старому Кельнському соборі. Його вбивцю було схоплено й страчено за наказом наступного архієпископа Кельнського Генріха фон Мюлленарка. 1226 року католицькою церквою зараховано до святих.